# باستان‌شناسی کلاسیک
باستان‌شناسی کلاسیک (انگلیسی: Classical archaeology) رشتهٔ خاصی از باستان‌شناسی است که در آن تنها بررسی باستان‌شناسی تمدن‌های مدیترانه‌ای یونان باستان و روم باستان مورد توجه قرار گرفته‌است. باستان شناسان قرن نوزدهم مانند هاینریش شلیمان به مطالعهٔ جوامعی کشیده شدند که در متون لاتین و یونانی در مورد آنها خوانده بودند. از این رو بسیاری از دانشگاه‌ها و کشورهای خارجی برنامه‌های حفاری و مدارس خود را در محدودهٔ این منطقه نگه می‌دارند - و این، جذابیت پایدار باستان‌شناسی منطقه است.

## فرهنگ‌های مورد گفتگو
باستان‌شناسی کلاسیک در دقیق‌ترین و سنتی‌ترین معنای آن فقط برای مطالعهٔ فرهنگ کلاسیک آتن و فرهنگ جمهوری روم و امپراتوری کاربرد دارد. با این حال، در طول قرن گذشته، زمینهٔ بحث به موارد موزاییک پیچیدهٔ فرهنگ‌هایی که تمدن‌های یونان باستان و روم را در اصل به وجود آورده‌اند، کشیده شده‌است. باستان شناسان کلاسیک علاقه‌مند به یونان اغلب دربارهٔ کرت و تمدن مینوسی موجود در آن جزیره در دوران عصر برنز بحث می‌کنند. آنها همچنین در مورد دوره‌های هلادیک و هندسی بحث می‌کنند، و همچنین گهگاه دربارهٔ دوره نوسنگی که مربوط به یونان است، گفتگو می‌کنند. حتی در طول دوره کلاسیک، کاملاً نادرست است که بگوییم یونان یک فرهنگ واقعی داشت - تنوع منطقه‌ای گسترده‌ای وجود داشته، و بسیاری از مطالعات باستان‌شناسی یونان در بررسی این تفاوت‌های منطقه‌ای نهفته‌است. باستان‌شناسی یونانی دوره هلنیستی را نیز پوشش می‌دهد و اغلب باستان‌شناس کلاسیک را وادار می‌کند تا تأثیرات یونانی موجود در تمام مناطقی را که بخشی از امپراتوری اسکندر مقدونی بودند، از جمله بسیاری از خاورمیانه و مصر، بررسی کند.
باستان شناسان کلاسیک علاقه‌مند به تمدن روم در مورد تأثیر اتروسک‌ها و دیگر فرهنگ‌های اولیه حاضر در شبه جزیره ایتالیا بحث می‌کنند. آنها همچنین دربارهٔ خرده فرهنگ‌های موجود در جمهوری روم و امپراتوری بر اساس تفاوت‌های منطقه‌ای بحث می‌کنند، و هر بحثی در مورد امپراتوری بعدی حداقل مستلزم جدایی جزئی به امپراتوری بیزانس است.